# George Eastman Award
Der George Eastman Award for distinguished contribution to the art of film wurde vom George Eastman House 1955 gestiftet. Der Preis wurde ursprünglich im Eastman Theatre in Rochester, New York verliehen. Heute findet die Zeremonie im George Eastman House Dryden Theatre statt.

## Preisträger

### Darsteller (innen)
- Fred Astaire
- Lauren Bacall[1]
- Richard Barthelmess
- Joan Bennett
- Clara Bow
- Louise Brooks
- Charles Chaplin
- Maurice Chevalier
- Ronald Colman
- Gary Cooper
- Joan Crawford
- Viola Dana
- Dolores del Río
- Jodie Foster
- Greta Garbo
- Janet Gaynor
- Richard Gere
- Lillian Gish
- Audrey Hepburn
- Buster Keaton
- Harold Lloyd
- Myrna Loy
- Fredric March
- Mae Marsh
- Kim Novak
- Ramón Novarro
- Maureen O’Sullivan
- Gregory Peck
- Mary Pickford
- William Powell
- Luise Rainer
- Isabella Rossellini
- Norma Shearer
- Sylvia Sidney
- Meryl Streep
- James Stewart
- Gloria Swanson
- Blanche Sweet
- Norma Talmadge
- Johnny Weissmüller

### Regisseure
- Frank Borzage
- Clarence Brown
- Frank Capra
- George Cukor
- Cecil B. DeMille
- John Ford
- Henry King
- Frank Lloyd
- Marshall Neilan
- Willard Van Dyke
- King Vidor
- Martin Scorsese
- Josef von Sternberg

### Kameramänner/-frauen
- William Daniels
- Arthur Edeson
- George J. Folsey
- Lee Garmes
- James Wong Howe
- J. Peverell Marley
- Hal Mohr
- Charles Rosher
- Hal Rosson
- John Seitz
- Karl Struss